# Blohm & Voss Bv P.210
De Bv P.210 was een project voor een jachtvliegtuig dat werd ontworpen door de Duitse vliegtuigbouwer Blohm und Voss.

## Ontwikkeling
De Bv P.210 was een ontwerp voor de “Volksjäger”-competitie uit september 1944. De basis voor dit ontwerp was de Bv P.208. Het project werd geleid door Dr. Vogt, die in samenwerking met Hans Amtmann het oude ontwerp uitgewerkte tot het nieuwe ontwerp.
De vleugels waren laag tegen de rompzijkant geplaatst. Er was een pijlstand van 30 graden toegepast en de vleugels hadden een geringe V-vorm naar boven. De vleugels waren weer van een extra vleugeltip voorzien die naar beneden wees. De vleugeltippen werden gebruikt als richtings- en hoogteroer.
De romp was kort uitgevoerd en de BMW 003A-1-straalmotor was in de achterkant aangebracht. Tijdens de start kon er gebruik worden gemaakt van extra externe raketten. De luchtinlaat voor de motor was in de rompneus geplaatst. Er was een neuswiellandingsgestel toegepast waarvan het neuswiel achterwaarts in de rompneus werd opgetrokken, het hoofdlandingsgestel binnenwaarts in de vleugels.
De cockpit was in de rompneus geplaatst en was van een druppelkap voorzien. De bewapening bestond uit twee 20mm-MG151/20's of twee 30mm-MK108-kanonnen. Deze waren in de onderkant van de rompneus geplaatst.
- Spanwijdte: 11,52 m.
- Lengte: 7,34 m.